# HTC Panda
HTC Panda (також відомий як HTC P6300) — комунікатор компанії HTC, продажі якого почалися в червні 2007 року. На ньому встановлена ОС Windows Mobile 5 Pocket PC Phone Edition. Пристрій має XHTML-браузер, може відправляти SMS, підтримує MMS, файли MS Office.

## Аналоги
- O 2 XDA Argon
- Dopod E616